# الکالیا دو سینکا
الکالیا دو سینکا (به اسپانیایی: Alcolea de Cinca) یک شهرستان در اسپانیا است که در استان هوئسکا واقع شده‌است.